# Isoechiniscoides sifae
Espèce
Isoechiniscoides sifae est une espèce de tardigrades de la famille des Echiniscoididae.

## Publication originale
- Møbjerg, Kristensen & Jørgensen, 2016 : Data from new taxa infer Isoechiniscoides gen. nov. and increase the phylogenetic and evolutionary understanding of echiniscoidid tardigrades (Echiniscoidea: Tardigrada). Zoological Journal of the Linnean Society, vol. 178, no 4, p. 804–818.